# 루차오향

루차오 향의 위치

루차오향(한국어: 녹초향, 중국어: 鹿草鄉, 병음: Lùcǎo Xiāng)은 중화민국 자이 현의 향이다. 넓이는 101.4278km2이고, 인구는 2015년 8월 기준으로 16,166명이다.

## 지리
루차오 향은 자이 현 남서부에 위치하고 북쪽은 타이바오 시, 푸쯔 시와 동쪽은 수이상 향과 서쪽은 이주 향과 남쪽은 타이난 현 허우비 향과 접하고 있다.
바장시(八掌渓) 북안의 자난 평원에 위치해 지세는 평탄하다. 연평균 기온은 22.8℃이다.

## 역사
루차오 향의 옛 이름은 록자초(鹿仔草)이다. 《대만부지(台湾府志)》에는 '록자초즉시청초, 원주민방양미록, 이기지엽록소기, 인명지(鹿仔草即是青草、原住民放養麋鹿，以其枝葉鹿所嗜，因名之).'라는 말이 있어 원주민이 기르고 있던 사슴이 수초를 먹고 있었던 것에서 이 지명이 붙여 진 것으로 여겨지고 있다.
정성공 통치 시대에는 이곳에 둔전이 설치되어 개발이 행해졌지만 후에 황폐해져 버렸다. 청대의 강희 연간, 심소굉에 의해 재차 입식자가 모집되어 록자초장(鹿仔草庄)이 설치되었다. 일본 통치 시대에도 이 지명이 사용되고 있었지만 1920년에 로쿠소 장(鹿草庄)으로 개칭되어 다이난 주 로쿠소 군의 관할이 되었다. 전후에 처음에는 타이난 현 루차오 향이 되었지만, 1950년에 자이 현 루차오 향으로 개편되어 현재에 이르고 있다.